# Autoreceptor

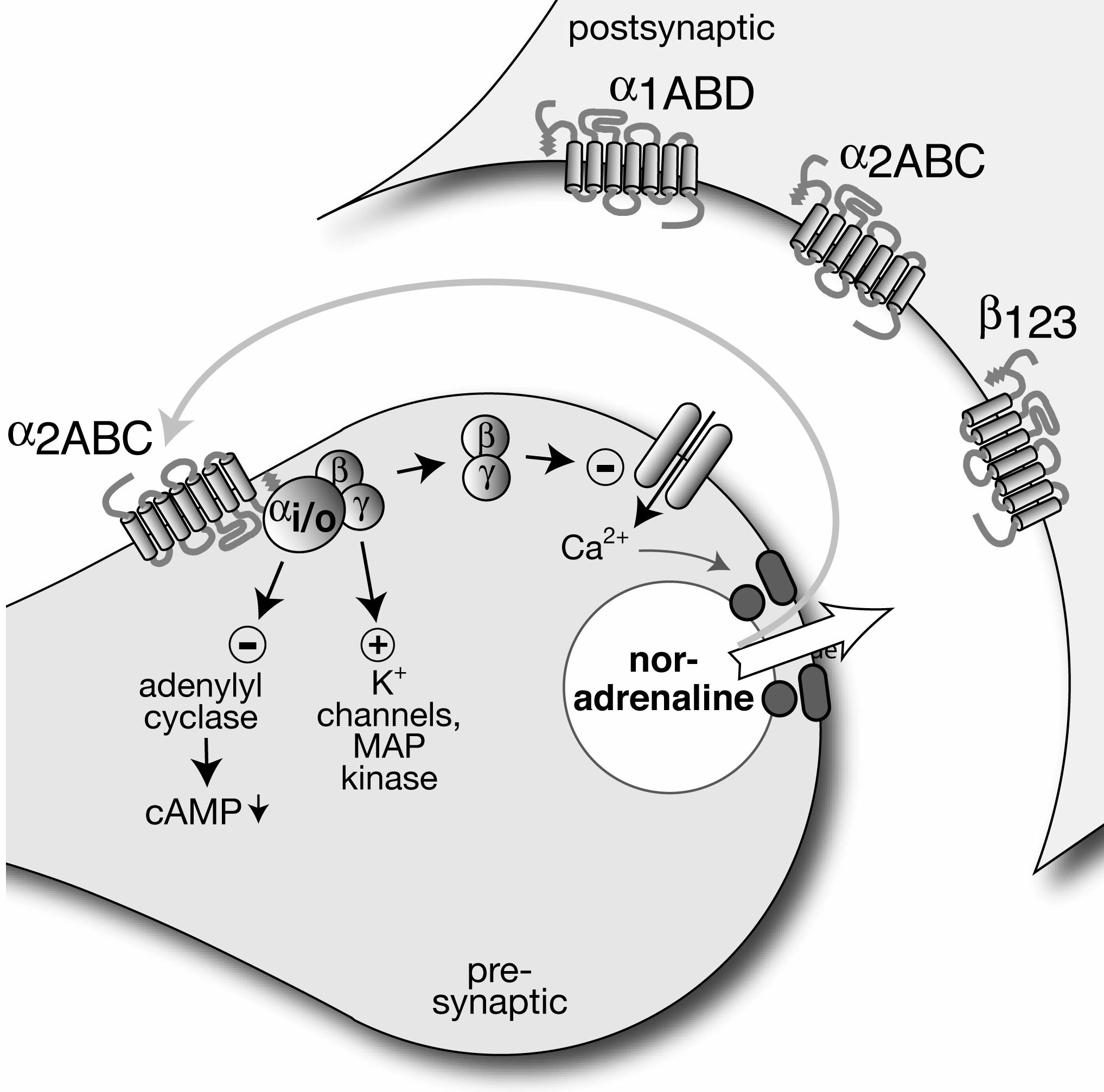
schéma fungování

Autoreceptor je neuroeceptor umístěný v membránách presynaptických nervových buněk a je součástí negativní zpětnovzebné smyčky v přenosu signálu. Autoreceptor  je citlivý pouze na neurotransmitery nebo na hormony uvolněné z  neuronu, na kterém se  autoreceptor nachází. Analogicky, heteroreceptor je citlivý na neurotransmitery a hormony, které jsou uvolňovány buňkou, na které se autoreceptor nenachází. Daný receptor může působit buď jako autoreceptor nebo heteroreceptor, v závislosti na typu vysílače uvolňovány buňkou, na kterém je vložený.
Autoreceptory mohou být umístěny v jakékoli části buněčné membrány: dendritu, buněčného těla, axonu, nebo axonálním zakončení.
Teoreticky vzato, presynaptický neuron uvolní neurotransmiter, skrze synaptickou štěrbinu , aby mohl  být detekován receptory na postsynaptickém neuronu. Autoreceptory na presynaptickém neuronu budou také detekovat tento neurotransmiter a často i  zajistí řízení vnitřních buněčných procesů, typicky inhibují další uvolňování nebo syntézu neurotransmiteru. Takto uvolnění neurotransmiteru je regulováno negativní zpětnou vazbu. Autoreceptory jsou obvykle receptory spřažené s G proteinem (spíše než vysílač-gated ion channels) a jednají prostřednictvím druhého posla.